# Eriosyce andreaeana
Eriosyce andreaeana là một loài thực vật có hoa trong họ Cactaceae. Loài này được Katt. mô tả khoa học đầu tiên năm 1994.